# بووس
بووس (به ایتالیایی: Boves) یک کومونه در ایتالیا است که در استان کونیو واقع شده‌است.

## خصوصیات
بووس ۵۱٫۱ کیلومترمربع مساحت و ۹٬۸۶۷ نفر جمعیت دارد و ۵۴۲ متر بالاتر از سطح دریا واقع شده‌است.

## خواهرخوانده
شهرهای Mauguio و کاستلو دی گودگو خواهرخوانده‌های بووس هستند.